# Anous tenuirostris
Anous tenuirostris là một loài chim trong họ Laridae.

## Hình ảnh

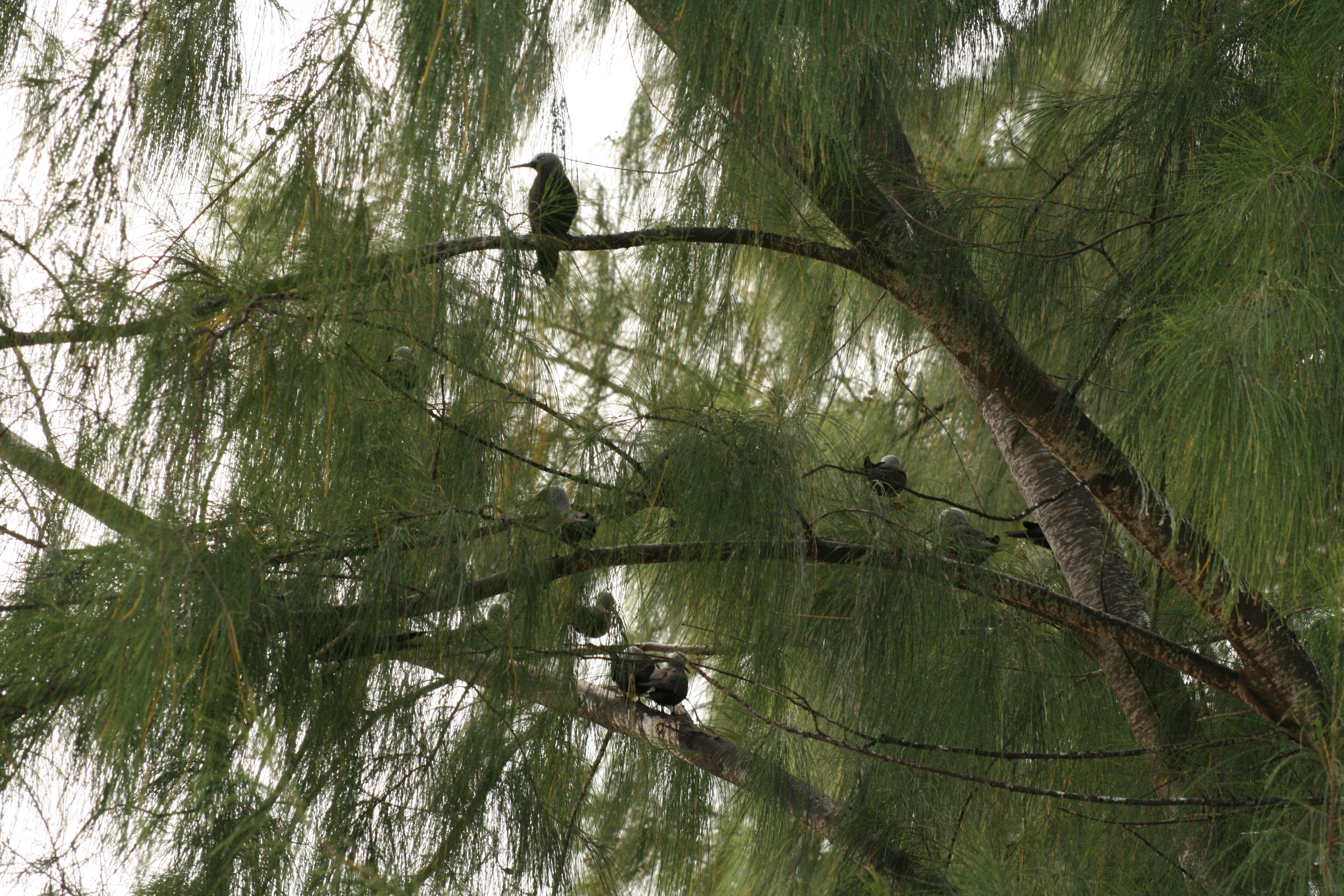
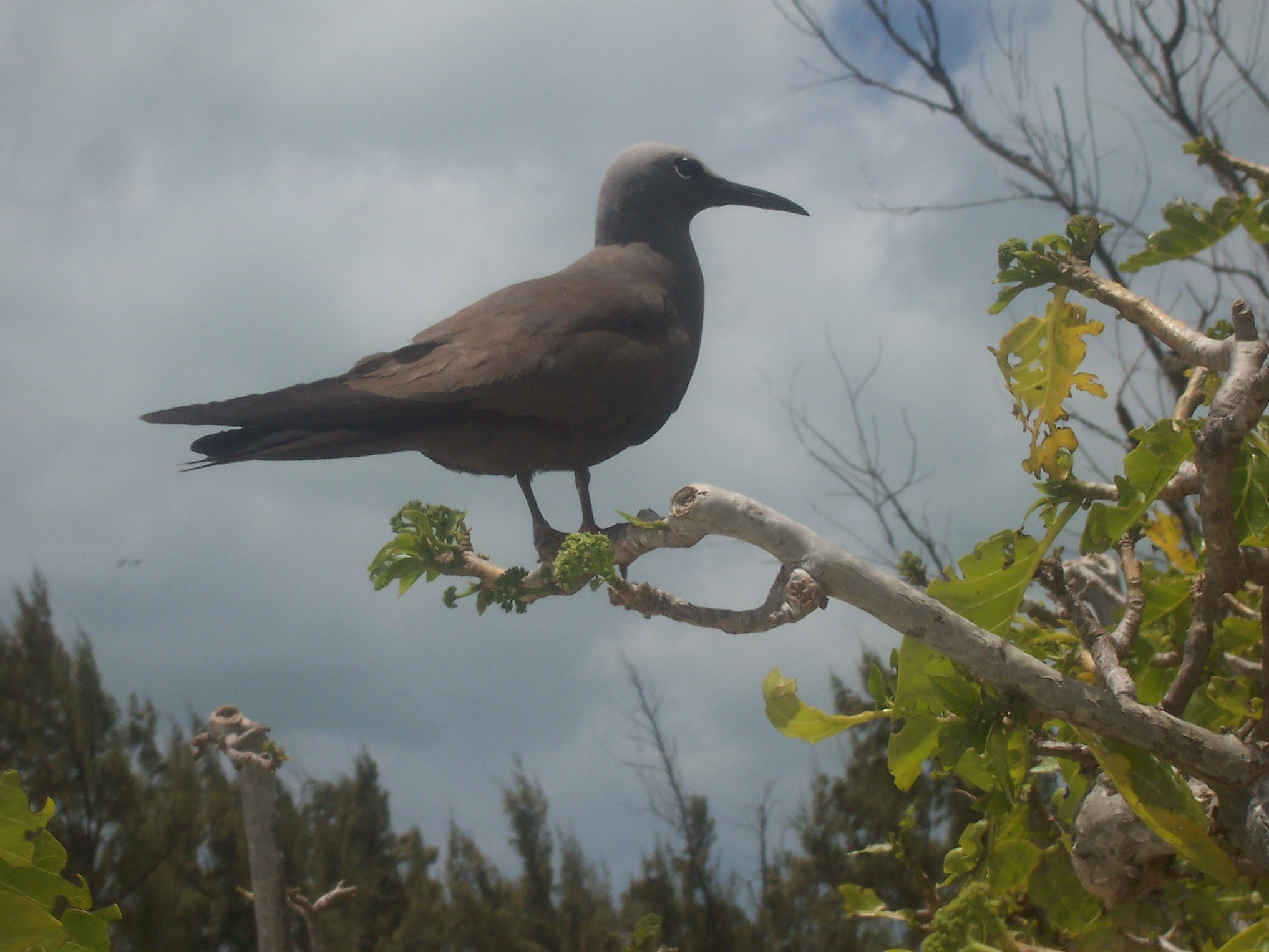